# دونكان وو
دونكان وو (بالإنجليزية: Duncan Wu)‏ هو كاتب سير بريطاني، ولد في 3 نوفمبر 1961 في ووكينغ في المملكة المتحدة.